# Девичанска свирка
„Девичанска свирка“ је југословенски филм из 1973. године. Режирао га је Ђорђе Кадијевић, а сценарио су писали Ђорђе Кадијевић и Иван Раос.

## Радња
Иван, млађи, стиже до крчме у забити равнице, коју сви околни сељани посматрају страхом. Кочијаш одбија да вози даље па млади момак Иван пут наставља сам, пешице. Долази до замка где се чује чудна музика. Дечак који пролази туда објашњава Ивану да је то замак госпође Сибиле младе удовице. Недуго затим,на дечака налети кочија и убије га . Испостави се да је то кочија госпође Сибиле која моли Ивана да пође са њом у замак да би покушали да оживе дечака. Али њему спаса нема. Иван остаје са Сибилом, која после смрти насилног мужа живи са својим слугом Бартоломеом. Док се у позадини чује мистериозна свирка, њих двоје се заљубљују у једно друго. Лутајући ходницима замка, Иван схвата да одатле не може да оде, па Сибила одлучи да му открије тајну о мистериозној музици и води га у кулу замка...

## Улоге
| Глумац           | Улога      |
| ---------------- | ---------- |
| Оливера Катарина | Сибила     |
| Горан Султановић | Иван       |
| Иван Јагодић     | Бартоломео |
| Осман Халилковић |            |
| Тома Курузовић   | Кочијас    |